# Plivanje na OI 1980.

## Pojedinačna natjecanja

### 100 m slobodno
| Mjesto | Država                         | Plivač        | Vrijeme |
| ------ | ------------------------------ | ------------- | ------- |
| 1.     | Njemačka Demokratska Republika | Jörg Woithe   | 50,40 s |
| 2.     | Švedska                        | Per Holmertz  | 50,91 s |
| 3.     | Švedska                        | Per Johansson | 51,29 s |

| Mjesto | Država                         | Plivačica       | Vrijeme |
| ------ | ------------------------------ | --------------- | ------- |
| 1.     | Njemačka Demokratska Republika | Barbara Krause  | 54,79 s |
| 2.     | Njemačka Demokratska Republika | Caren Metschuck | 55,16 s |
| 3.     | Njemačka Demokratska Republika | Ines Diers      | 55,65 s |

### 200 m slobodno
| Mjesto | Država     | Plivač           | Vrijeme     |
| ------ | ---------- | ---------------- | ----------- |
| 1.     | SSSR       | Sergei Kopljakow | 1:49,81 min |
| 2.     | SSSR       | Andrei Krylow    | 1:50,76 min |
| 3.     | Australija | Graeme Brewer    | 1:51,60 min |

| Mjesto | Država                         | Plivačica       | Vrijeme     |
| ------ | ------------------------------ | --------------- | ----------- |
| 1.     | Njemačka Demokratska Republika | Barbara Krause  | 1:58,33 min |
| 2.     | Njemačka Demokratska Republika | Ines Diers      | 1:59,64 min |
| 3.     | Njemačka Demokratska Republika | Carmela Schmidt | 2:01,44 min |

### 400 m slobodno
| Mjesto | Država | Plivač            | Vrijeme     |
| ------ | ------ | ----------------- | ----------- |
| 1.     | SSSR   | Wladimir Salnikow | 3:51,31 min |
| 2.     | SSSR   | Andrei Krylow     | 3:53,24 min |
| 3.     | SSSR   | Ivar Stukolkin    | 3:53,95 min |

| Mjesto | Država                         | Plivačica       | Vrijeme     |
| ------ | ------------------------------ | --------------- | ----------- |
| 1.     | Njemačka Demokratska Republika | Ines Diers      | 4:08,76 min |
| 2.     | Njemačka Demokratska Republika | Petra Schneider | 4:09,16 min |
| 3.     | Njemačka Demokratska Republika | Carmela Schmidt | 4:10,86 min |

### 1500 m + 800 m slobodno
| Mjesto | Država     | Plivač             | Vrijeme      |
| ------ | ---------- | ------------------ | ------------ |
| 1.     | SSSR       | Wladimir Salnikow  | 14:58,27 min |
| 2.     | SSSR       | Alexander Tschajew | 15:14,30 min |
| 3.     | Australija | Max Metzker        | 15:14,49 min |

| Mjesto | Država                         | Plivačica     | Vrijeme     |
| ------ | ------------------------------ | ------------- | ----------- |
| 1.     | Australija                     | Michelle Ford | 8:28,90 min |
| 2.     | Njemačka Demokratska Republika | Ines Diers    | 8:32,55 min |
| 3.     | Njemačka Demokratska Republika | Heike Dähne   | 8:33,48 min |

### 100 m leđno
| Mjesto | Država  | Plivač          | Vrijeme |
| ------ | ------- | --------------- | ------- |
| 1.     | Švedska | Bengt Baron     | 56,63 s |
| 2.     | SSSR    | Wiktor Kusnezow | 56,99 s |
| 3.     | SSSR    | Wladimir Dolgow | 57,63 s |

| Mjesto | Država                         | Plivačica     | Vrijeme     |
| ------ | ------------------------------ | ------------- | ----------- |
| 1.     | Njemačka Demokratska Republika | Rica Reinisch | 1:00,86 min |
| 2.     | Njemačka Demokratska Republika | Ina Kleber    | 1:02,07 min |
| 3.     | Njemačka Demokratska Republika | Petra Riedel  | 1:02,64 min |

### 200 m leđno
| Mjesto | Država     | Plivač           | Vrijeme     |
| ------ | ---------- | ---------------- | ----------- |
| 1.     | Mađarska   | Sándor Wladár    | 2:01,93 min |
| 2.     | Mađarska   | Zoltán Verrasztó | 2:02,40 min |
| 3.     | Australija | Mark Kerry       | 2:03,14 min |

| Mjesto | Država                         | Plivačica      | Vrijeme     |
| ------ | ------------------------------ | -------------- | ----------- |
| 1.     | Njemačka Demokratska Republika | Rica Reinisch  | 2:11,77 min |
| 2.     | Njemačka Demokratska Republika | Cornelia Polit | 2:13,75 min |
| 3.     | Njemačka Demokratska Republika | Birgit Treiber | 2:14,14 min |

### 100 m prsno
| Mjesto | Država                 | Plivač           | Vrijeme     |
| ------ | ---------------------- | ---------------- | ----------- |
| 1.     | Ujedinjeno Kraljevstvo | Duncan Goodhew   | 1:03,34 min |
| 2.     | SSSR                   | Arsens Miskarovs | 1:03,82 min |
| 3.     | Australija             | Peter Evans      | 1:03,96 min |

| Mjesto | Država                         | Plivačica         | Vrijeme     |
| ------ | ------------------------------ | ----------------- | ----------- |
| 1.     | Njemačka Demokratska Republika | Ute Geweniger     | 1:10,22 min |
| 2.     | SSSR                           | Elwira Wassilkowa | 1:10,41 min |
| 3.     | Danska                         | Susanne Nielsson  | 1:11,16 min |

### 200 m prsno
| Mjesto | Država   | Plivač           | Vrijeme     |
| ------ | -------- | ---------------- | ----------- |
| 1.     | Mađarska | Robertas Žulpa   | 2:15,85 min |
| 2.     | Mađarska | Albán Vermes     | 2:16,93 min |
| 3.     | SSSR     | Arsens Miskarovs | 2:17,28 min |

| Mjesto | Država | Plivačica          | Vrijeme     |
| ------ | ------ | ------------------ | ----------- |
| 1.     | SSSR   | Lina Kačiušytė     | 2:29,54 min |
| 2.     | SSSR   | Swetlana Warganowa | 2:29,61 min |
| 3.     | SSSR   | Julia Bogdanowa    | 2:32,39 min |

### 100 m leptir
| Mjesto | Država                         | Plivač             | Vrijeme |
| ------ | ------------------------------ | ------------------ | ------- |
| 1.     | Švedska                        | Pär Arvidsson      | 54,92 s |
| 2.     | Njemačka Demokratska Republika | Roger Pyttel       | 54,94 s |
| 3.     | Španjolska                     | David López-Zubero | 55,13 s |

| Mjesto | Država                         | Plivačica         | Vrijeme     |
| ------ | ------------------------------ | ----------------- | ----------- |
| 1.     | Njemačka Demokratska Republika | Caren Metschuck   | 1:00,42 min |
| 2.     | Njemačka Demokratska Republika | Andrea Pollack    | 1:00,90 min |
| 3.     | Njemačka Demokratska Republika | Christiane Knacke | 1:01,44 min |

### 200 m leptir
| Mjesto | Država                         | Plivač          | Vrijeme     |
| ------ | ------------------------------ | --------------- | ----------- |
| 1.     | SSSR                           | Serhij Fessenko | 1:59,76 min |
| 2.     | Ujedinjeno Kraljevstvo         | Philip Hubble   | 2:01,20 min |
| 3.     | Njemačka Demokratska Republika | Roger Pyttel    | 2:01,39 min |

| Mjesto | Država                         | Plivačica         | Vrijeme     |
| ------ | ------------------------------ | ----------------- | ----------- |
| 1.     | Njemačka Demokratska Republika | Ines Geißler      | 2:10,44 min |
| 2.     | Njemačka Demokratska Republika | Sybille Schönrock | 2:10,45 min |
| 3.     | Australija                     | Michelle Ford     | 2:11,66 min |

### 400 m mješovito
| Mjesto | Država   | Plivač             | Vrijeme     |
| ------ | -------- | ------------------ | ----------- |
| 1.     | SSSR     | Olexandr Sidorenko | 4:22,89 min |
| 2.     | SSSR     | Serhij Fessenko    | 4:23,43 min |
| 3.     | Mađarska | Zoltán Verrasztó   | 4:24,24 min |

| Mjesto | Država                         | Plivačica        | Vrijeme     |
| ------ | ------------------------------ | ---------------- | ----------- |
| 1.     | Njemačka Demokratska Republika | Petra Schneider  | 4:36,29 min |
| 2.     | Ujedinjeno Kraljevstvo         | Sharon Davies    | 4:46,83 min |
| 3.     | Poljska                        | Agnieszka Czopek | 4:48,17 min |

## Štafetna natjecanja

### Slobodni stil
| Mjesto | Država                         | Plivači                                                                                | Vrijeme     |
| ------ | ------------------------------ | -------------------------------------------------------------------------------------- | ----------- |
| 1.     | SSSR                           | Sergei Kopljakow Wladimir Salnikow Iwar Stukolkin Andrei Krylow                        | 7:23,50 min |
| 2.     | Njemačka Demokratska Republika | Frank Pfütze Jörg Woithe Detlev Grabs Rainer Strohbach                                 | 7:28,60 min |
| 3.     | Brazil                         | Jorge Luíz Fernandes Marcus Laborne Mattioli Ciro Marques Delgado Djan Garrido Madruga | 7:29,30 min |

| Mjesto | Država                         | Plivačice                                                          | Vrijeme |
| ------ | ------------------------------ | ------------------------------------------------------------------ | ------- |
| 1.     | Njemačka Demokratska Republika | Barbara Krause Caren Metschuck Ines Diers Sarina Hülsenbeck        | 3:42,71 |
| 2.     | Švedska                        | Carina Ljungdahl Tina Gustafsson Agneta Martensson Agneta Eriksson | 3:48,93 |
| 3.     | Nizozemska                     | Conny van Bentum Wilma van Velsen Regina de Jong Annelies Maas     | 3:49,51 |
| 4.     | Ujedinjeno Kraljevstvo         | Sharron Davies Kaye Lovatt Jacquelene Willmott June Croft          | 3:51.71 |
| 5.     | Australija                     | Lisa Curry Karen van de Graaf Rosemary Brown Michelle Pearson      | 3:54.16 |
| 6.     | Meksiko                        | Isabel Reuss Dagmar Erdman Teresa Rivera Hellen Plaschinski        | 3:55.41 |
| 7.     | Bugarska                       | Dobrinka Mincheva Rumiana Dobreva Ani Kostova Stoianka Dyngalakova | 3:56.34 |
| 8.     | Španjolska                     | Natalia Mas Margarita Armengol Laura Flaque Gloria Casado          | 3:58.71 |

### 4x100 m mješovito
| Mjesto | Država                 | Plivači                                                           | Vrijeme     |
| ------ | ---------------------- | ----------------------------------------------------------------- | ----------- |
| 1.     | Australija             | Mark Kerry Peter Evans Mark Tonelli Neil Brooks                   | 3:45,70 min |
| 2.     | SSSR                   | Wiktor Kusnezow Arsens Miskarovs Jewgeni Seredin Sergei Kopljakow | 3:45,92 min |
| 3.     | Ujedinjeno Kraljevstvo | Gary Abraham Duncan Goodhew David Lowe Martin Smith               | 3:47,71 min |

| Mjesto | Država                         | Plivačice                                                                   | Vrijeme     |
| ------ | ------------------------------ | --------------------------------------------------------------------------- | ----------- |
| 1.     | Njemačka Demokratska Republika | Rica Reinisch Ute Geweniger Andrea Pollack Caren Metschuck                  | 4:06,67 min |
| 2.     | Ujedinjeno Kraljevstvo         | Helen Jameson Margaret Kelly-Hohmann Ann Osgerby June Croft                 | 4:12,24 min |
| 3.     | SSSR                           | Jelena Kruglowa Elwira Wassilkowa Alla Grischtschenkowa Natalia Strunnikowa | 4:13,61 min |